# Ungdoms-VM i håndbold 2007 (mænd)
Ungdomsverdensmesterskabet i håndbold 2007 for mænd var det andet ungdoms-VM i håndbold for mænd, og mesterskabet blev arrangeret af IHF. Slutrunden med deltagelse af 16 hold blev afviklet i arenaen Umm al-hassam Handball Arena i Manama, Bahrain i perioden 26. juli – 3. august 2007.
Mesterskabet blev vundet af Danmark, som i finalen besejrede Kroatien med 27-26. Dermed fik danskerne revanche for nederlaget til netop Kroatien i bronzekampen ved det forrige ungdoms-VM. Sejren var Danmarks første VM-titel ved ungdoms-VM for mænd. Bronzemedaljerne gik til Sverige, som vandt 34-27 over Argentina i bronzekampen.

## Slutrunde

### Indledende runde
De 16 hold var inddelt i fire grupper med fire hold i hver. Lodtrækningen til gruppeinddelingen af de kvalificerede hold fandt sted den 4. maj 2007 i IHF-hovedkvarteret i Basel og resulterede i følgende indledende grupper:
| Gruppe A |
| -------- |
| Polen    |
| Qatar    |
| Marokko  |
| Spanien  |

| Gruppe B  |
| --------- |
| Kroatien  |
| Iran      |
| Algeriet  |
| Argentina |

| Gruppe C  |
| --------- |
| Danmark   |
| Bahrain   |
| Tunesien  |
| Brasilien |

| Gruppe D   |
| ---------- |
| Sverige    |
| Sydkorea   |
| Egypten    |
| Australien |

Holdene i hver gruppe spillede alle-mod-alle, og de to bedst placerede hold i hver gruppe gik videre til hovedrunden om placeringerne 1-8, mens nr. 3 og 4 i hver grupper spillede videre i placeringsrunden om 9. – 16.-pladsen.

#### Gruppe A
| Dato  | Kamp              | Res.  |
| ----- | ----------------- | ----- |
| 26.7. | Polen - Marokko   | 35-21 |
| 26.7. | Qatar - Spanien   | 23-30 |
| 27.7. | Marokko - Qatar   | 19-26 |
| 27.7. | Spanien - Polen   | 27-29 |
| 28.7. | Marokko - Spanien | 22-33 |
| 28.7. | Polen - Qatar     | 40-28 |

| Hold    | Dato | Kamp    | Res. |
| ------- | ---- | ------- | ---- |
| Polen   | 3    | 104-760 | 6    |
| Spanien | 3    | 90-74   | 4    |
| Qatar   | 3    | 77-89   | 2    |
| Marokko | 3    | 62-94   | 0    |

#### Gruppe B
| Dato  | Kamp                 | Res.  |
| ----- | -------------------- | ----- |
| 26.7. | Kroatien - Algeriet  | 45-19 |
| 26.7. | Iran - Argentina     | 25-29 |
| 27.7. | Argentina - Kroatien | 26-26 |
| 27.7. | Algeriet - Iran      | 28-31 |
| 28.7. | Algeriet - Argentina | 27-33 |
| 28.7. | Kroatien - Iran      | 33-23 |

| Hold      | Dato | Kamp    | Res. |
| --------- | ---- | ------- | ---- |
| Kroatien  | 3    | 104-680 | 5    |
| Argentina | 3    | 88-78   | 5    |
| Iran      | 3    | 79-90   | 2    |
| Algeriet  | 3    | 074-109 | 0    |

#### Gruppe C
| Dato  | Kamp                 | Res.  |
| ----- | -------------------- | ----- |
| 26.7. | Bahrain - Brasilien  | 29-28 |
| 26.7. | Danmark - Tunesien   | 35-14 |
| 27.7. | Tunesien - Bahrain   | 30-33 |
| 27.7. | Brasilien - Danmark  | 22-25 |
| 28.7. | Danmark - Bahrain    | 22-27 |
| 28.7. | Tunesien - Brasilien | 21-22 |

| Hold      | Dato | Kamp  | Res. |
| --------- | ---- | ----- | ---- |
| Bahrain   | 3    | 89-80 | 6    |
| Danmark   | 3    | 82-63 | 4    |
| Brasilien | 3    | 72-75 | 2    |
| Tunesien  | 3    | 65-90 | 0    |

#### Gruppe D
| Dato  | Kamp                  | Res.  |
| ----- | --------------------- | ----- |
| 26.7. | Sydkorea - Australien | 59-23 |
| 26.7. | Sverige - Egypten     | 29-22 |
| 27.7. | Australien - Sverige  | 19-56 |
| 27.7. | Egypten - Sydkorea    | 33-29 |
| 28.7. | Egypten - Australien  | 58-20 |
| 28.7. | Sverige - Sydkorea    | 41-26 |

| Hold       | Dato | Kamp    | Res. |
| ---------- | ---- | ------- | ---- |
| Sverige    | 3    | 126-670 | 6    |
| Egypten    | 3    | 113-780 | 4    |
| Sydkorea   | 3    | 114-970 | 2    |
| Australien | 3    | 062-173 | 0    |

### Placeringsrunde
I placeringsrunden deltog de otte hold, der endte på tredje- eller fjerdepladserne i de indledende grupper. De otte hold blev inddelt i to nye grupper med fire hold i hver. Holdene fra gruppe A og B samledes i gruppe PI, mens holdene fra gruppe C og D blev samlet i gruppe PII. Resultater af kampe mellem hold fra samme indledende gruppe blev overført til placeringsrunden. De to gruppevindere gik videre til placeringskampen om 9.-pladsen, mens toerne gik videre til kampen om 11.-pladsen. Holdene, der sluttede på tredjepladserne, spillede om 13.-pladsen, mens holdene, der blev nr. 4 måtte tage til takke med at spille om 15.-pladsen.

#### Gruppe PI
| Dato  | Kamp               | Res.  |
| ----- | ------------------ | ----- |
| 30.7. | Qatar - Algeriet   | 33-34 |
| 30.7. | Iran - Marokko     | 40-30 |
| 31.7. | Marokko - Algeriet | 32-32 |
| 31.7. | Qatar - Iran       | 24-21 |

| Hold     | Dato | Kamp  | Res. |
| -------- | ---- | ----- | ---- |
| Qatar    | 3    | 83-74 | 4    |
| Iran     | 3    | 92-82 | 4    |
| Algeriet | 3    | 94-96 | 3    |
| Marokko  | 3    | 81-98 | 1    |

#### Gruppe PII
| Dato  | Kamp                   | Res.  |
| ----- | ---------------------- | ----- |
| 30.7. | Brasilien - Australien | 51-13 |
| 30.7. | Sydkorea - Tunesien    | 39-28 |
| 31.7. | Tunesien - Australien  | 53-15 |
| 31.7. | Brasilien - Sydkorea   | 37-24 |

| Hold       | Dato | Kamp    | Res. |
| ---------- | ---- | ------- | ---- |
| Brasilien  | 3    | 110-680 | 6    |
| Sydkorea   | 3    | 132-880 | 4    |
| Tunesien   | 3    | 102-760 | 2    |
| Australien | 3    | 051-163 | 0    |

### Hovedrunde
I hovedrunden deltog de otte hold, der endte på første- eller andenpladserne i de indledende grupper. De otte hold blev inddelt i to nye grupper med fire hold i hver. Holdene fra gruppe A og B samledes i gruppe MI, mens holdene fra gruppe C og D blev samlet i gruppe MII. Resultater af kampe mellem hold fra samme indledende gruppe blev overført til hovedrunden. De to gruppevindere og de to toere gik videre til semifinalerne, mens treerne gik videre til kampen om 5.-pladsen. Holdene, der sluttede på fjerdepladserne, måtte tage til takke med at spille om 7.-pladsen.

#### Gruppe MI
| Dato  | Kamp                | Res.  |
| ----- | ------------------- | ----- |
| 30.7. | Polen - Argentina   | 29-29 |
| 30.7. | Kroatien - Spanien  | 27-26 |
| 31.7. | Spanien - Argentina | 27-32 |
| 31.7. | Polen - Kroatien    | 25-27 |

| Hold      | Dato | Kamp  | Res. |
| --------- | ---- | ----- | ---- |
| Kroatien  | 3    | 80-77 | 5    |
| Argentina | 3    | 87-82 | 4    |
| Polen     | 3    | 83-83 | 3    |
| Spanien   | 3    | 80-88 | 0    |

#### Gruppe MII
| Dato  | Kamp              | Res.  |
| ----- | ----------------- | ----- |
| 30.7. | Bahrain - Egypten | 28-32 |
| 30.7. | Sverige - Danmark | 22-26 |
| 31.7. | Danmark - Egypten | 33-31 |
| 31.7. | Bahrain - Sverige | 21-37 |

| Hold    | Dato | Kamp  | Res. |
| ------- | ---- | ----- | ---- |
| Danmark | 3    | 81-80 | 4    |
| Sverige | 3    | 88-69 | 4    |
| Egypten | 3    | 88-90 | 2    |
| Bahrain | 3    | 76-94 | 2    |

### Placeringskampe
| Dato | Kamptype            | Kamp                 | Res.  |
| ---- | ------------------- | -------------------- | ----- |
| 2.8. | Kamp om 15.-pladsen | Marokko - Australien | 38-24 |
| 2.8. | Kamp om 13.-pladsen | Algeriet - Tunesien  | 26-42 |
| 2.8. | Kamp om 11.-pladsen | Iran - Sydkorea      | 39-41 |
| 2.8. | Kamp om 9.-pladsen  | Qatar - Brasilien    | 27-36 |
| 2.8. | Kamp om 7.-pladsen  | Spanien - Bahrain    | 37-28 |
| 2.8. | Kamp om 5.-pladsen  | Polen - Egypten      | 32-34 |

### Finalekampe
| Dato        | Kamp                | Res.  |
| ----------- | ------------------- | ----- |
| Semifinaler |                     |       |
| 2.8.        | Kroatien - Sverige  | 31-28 |
| 2.8.        | Danmark - Argentina | 36-21 |
| Bronzekamp  |                     |       |
| 3.8.        | Sverige - Argentina | 34-27 |
| Finale      |                     |       |
| 3.8.        | Kroatien - Danmark  | 26-27 |

### Medaljevindere
| Guld | Sølv | Bronze |
| --- | --- | --- |
| Danmark | Kroatien | Sverige |
| Niklas Landin Jacobsen Rasmus Søgaard Porup Lars Gildbjerg Matias Helt Jepsen Kenneth Dahl Jørgensen Nicolaj Andersson Søren Bisbo Nikolaj Markussen Casper Ulrich Mortensen Jannick Green Krejberg Rene Rasmussen Mikkel Dons Schriver Rasmus Jensen Brian Sørensen Morten Thrane Jeppe Johann Jonasson | Ivan Pesic Stipe Borovac Domagoj Duvnjak Manuel Strlek Marko Tarabochia Igor Karacic Marko Matic Ivan Sever Josip Crnic Mario Gagulic Goran Bogunovic Ante Granic Hrvoje Tojcic Jopsip Ilic Dinko Vuleta Luka Rakovic | Linus Persson Niclas Barud Joakim Bååk Anton Månson Johan Fagerlund Oscar Carlén Sebastian Lindell Robin Andersson Nacor Medina Kim Ekdal du Rietz Tobias Albrechtsson Erik Hörberg Henrik Ahnbrink Fredrik Salmin du Guet Jonathan Stenbäcken Niclas Ekkberg |